# Sanrio Puroland
Koordinaten: 35° 37′ 28″ N, 139° 25′ 45″ O
Sanrio Puroland ist ein Vergnügungspark der Firma Sanrio in Japan in der Stadt Tama in der Präfektur Tokio.

## Geschichte
Sanrio Puroland wurde am 7. Dezember 1990 eröffnet; es hat über 1,5 Millionen Besucher pro Jahr und zeigt insbesondere Sanrio-Figuren wie Hello Kitty. Man kann im über 4,5 Hektar großen Park übernachten und dort Restaurants, Musicals und verschiedene Themenparks besuchen.